# (85640) 1998 OX4
1998 أو أكس 4 (ويعرف أيضًا باسم (85640) 1998 أو أكس 4 وفق تسمية الكوكب الصغير) (بالإنجليزية: 1998 OX4)‏ هو كويكب ضمن حزام الكويكبات؛ وترتيبه 85640 من حيث الاكتشاف.
اكتُشف هذا الجُرم الفلكي بواسطة سبيس واتش في 26 يوليو 1998.

## وصلات خارجية
- (85640) 1998 OX4 في قاعدة بيانات مختبر الدفع النفاث لأجرام النظام الشمسي الصغيرة

- الاكتشاف · مخطط المدار ·  العناصر المدارية · المعلمات المادية

- (85640) 1998 OX4 على موقع ويكي سكاي: DSS2, SDSS, GALEX, IRAS, Hydrogen α, X-Ray, Astrophoto, Sky Map, Articles and images